# All Saints Church
La Iglesia de Todos los Santos es una antigua iglesia en el lado norte de High Street en el centro de Oxford, Inglaterra, en la esquina de Turl Street. Ahora es la biblioteca del Lincoln College. Está catalogada como Grado I.

## Historia
En 1122 se fundó la iglesia de Todos los Santos. El 8 de marzo de 1700 su aguja se derrumbó y destruyó la mayor parte del edificio. Hubo una solicitud de fondos y el edificio actual, con capacidad para 350 personas, se completó en 1720. Fue diseñado por Henry Aldrich, el decano de la Iglesia de Cristo. Se cree que Nicholas Hawksmoor es el responsable de la torre y de la aguja. Cuatro de las campanas originales sobrevivieron al colapso. Su reconstrucción fue muy costosa y se recibieron donaciones de la mayoría de los colegios de Oxford y también de la Reina Ana.
En 1896, cuando se demolió la iglesia de San Martín en Carfax (a excepción de su torre), Todos los Santos se convirtió en la iglesia oficial de la ciudad, donde se esperaba que adoraran el alcalde y la corporación. En 1946, se colocó una bandera británica que había sido colocada sobre los ataúdes de los prisioneros de guerra en el campo de Batu Lintang, Sarawak, Borneo, junto con dos placas conmemorativas de madera; más tarde fueron trasladados a Dorchester Abbey en Dorchester on Thames. En 1971 fue declarada redundante y la Iglesia de la Ciudad se trasladó a San Miguel en la Puerta Norte. Luego, fue desconsagrado y ofrecido al Lincoln College, ubicado inmediatamente al norte. Desde 1975, después de su conversión, es la biblioteca de Lincoln College.

## Biblioteca
El único cambio importante en su interior durante su conversión en biblioteca fue la elevación del piso original en más de cuatro pies para proporcionar espacio para las salas de lectura inferiores. La sala de lectura superior se conoce como Sala Cohen y tiene un elegante techo de yeso. Las decoraciones incluyen los escudos de los principales donantes que contribuyeron al costo de la reconstrucción del siglo XVIII. La sala de lectura inferior es la biblioteca de ciencias y la biblioteca para personas mayores, que contiene libros más antiguos. La sección de ciencias lleva el nombre de un antiguo miembro del Lincoln College, Howard Florey (1898–1968), fundamental en el desarrollo de la penicilina, por la que ganó el Premio Nobel de Fisiología o Medicina. 
La biblioteca todavía tiene un repique completo de ocho campanas, que son tocadas regularmente por la Oxford Society of Change Ringers, fundada en 1734. También se tocan en ocasiones especiales, como la elección de un nuevo Rector del Colegio. 

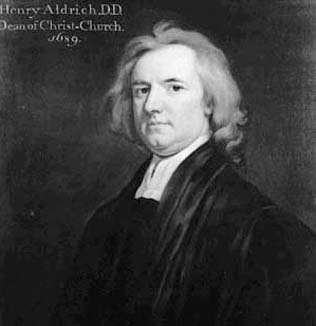
Henry Aldrich, arquitecto de la iglesia actual (terminada en 1720)

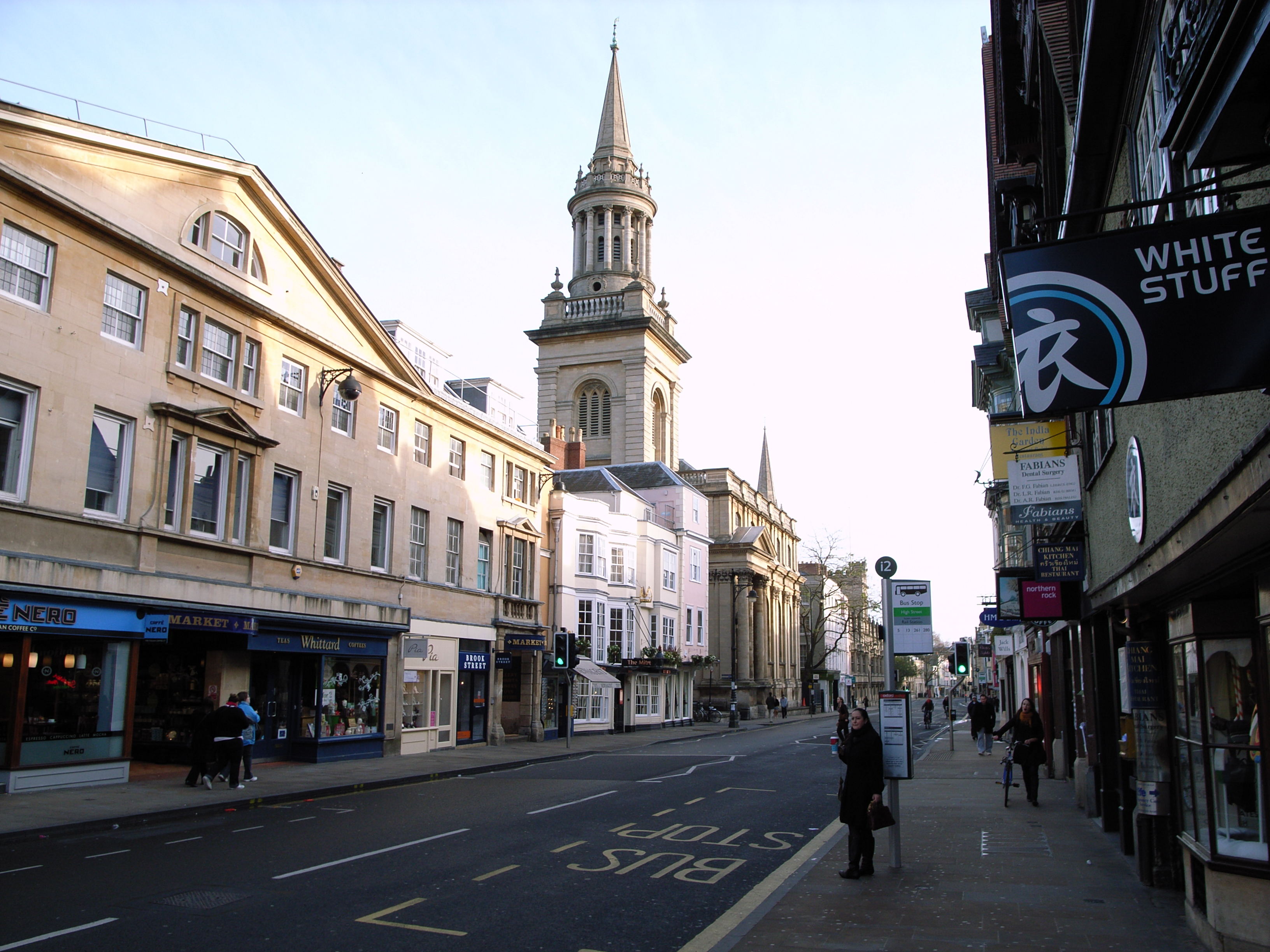
Vista de la Iglesia de Todos los Santos desde el oeste a lo largo de High Street.
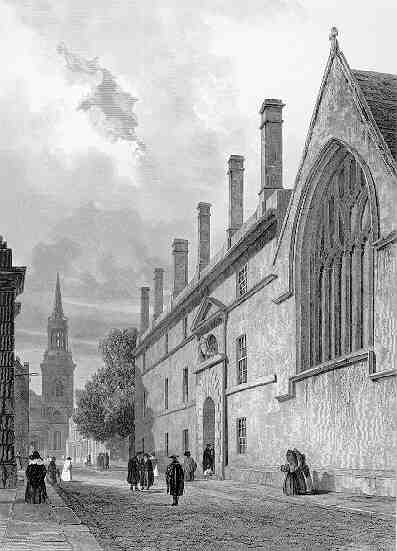
Grabado mirando al sur a lo largo de Turl Street, con la aguja de la Iglesia de Todos los Santos al fondo (1839).
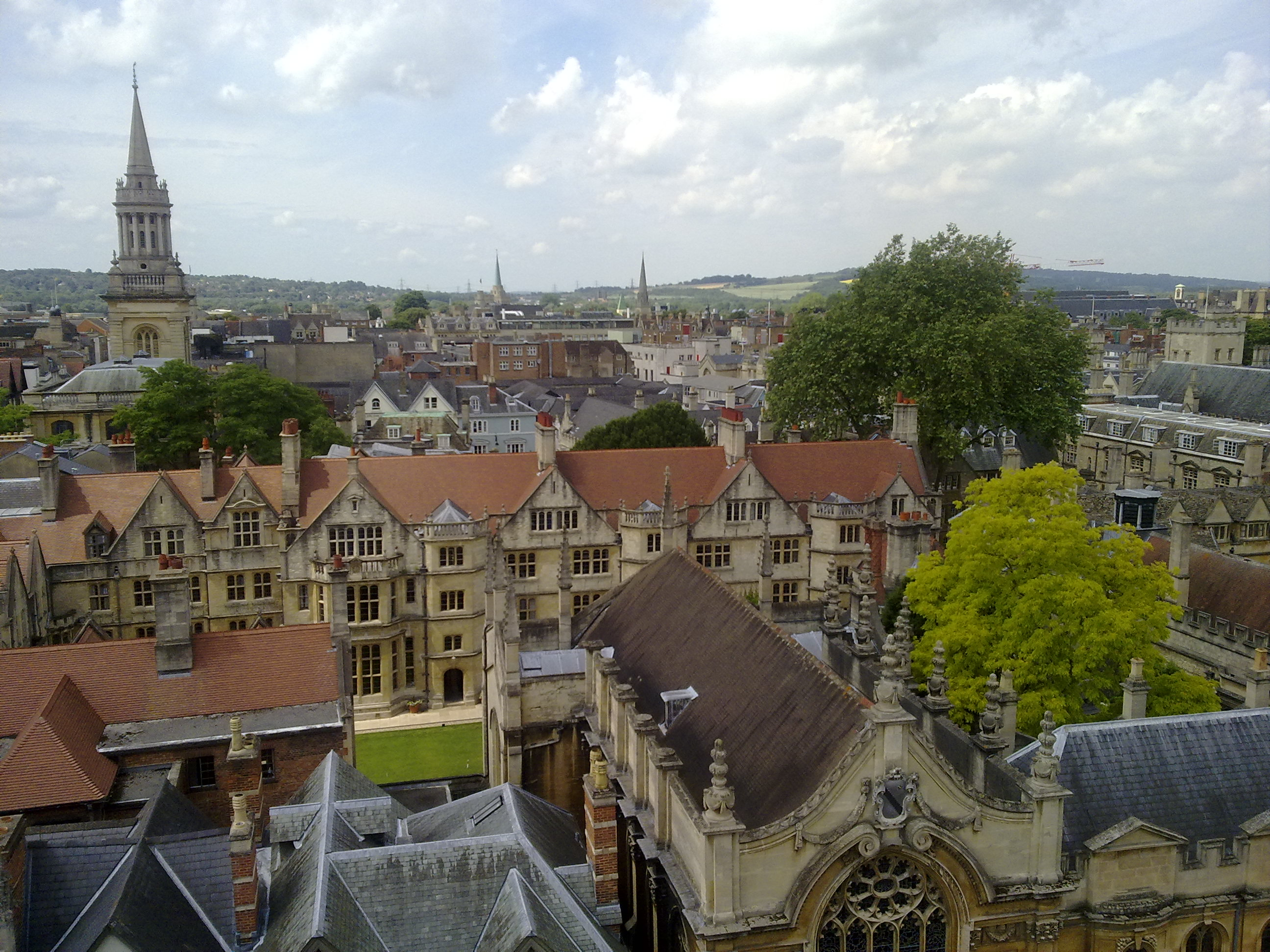
La Iglesia de Todos los Santos de St Mary's, en High Street.
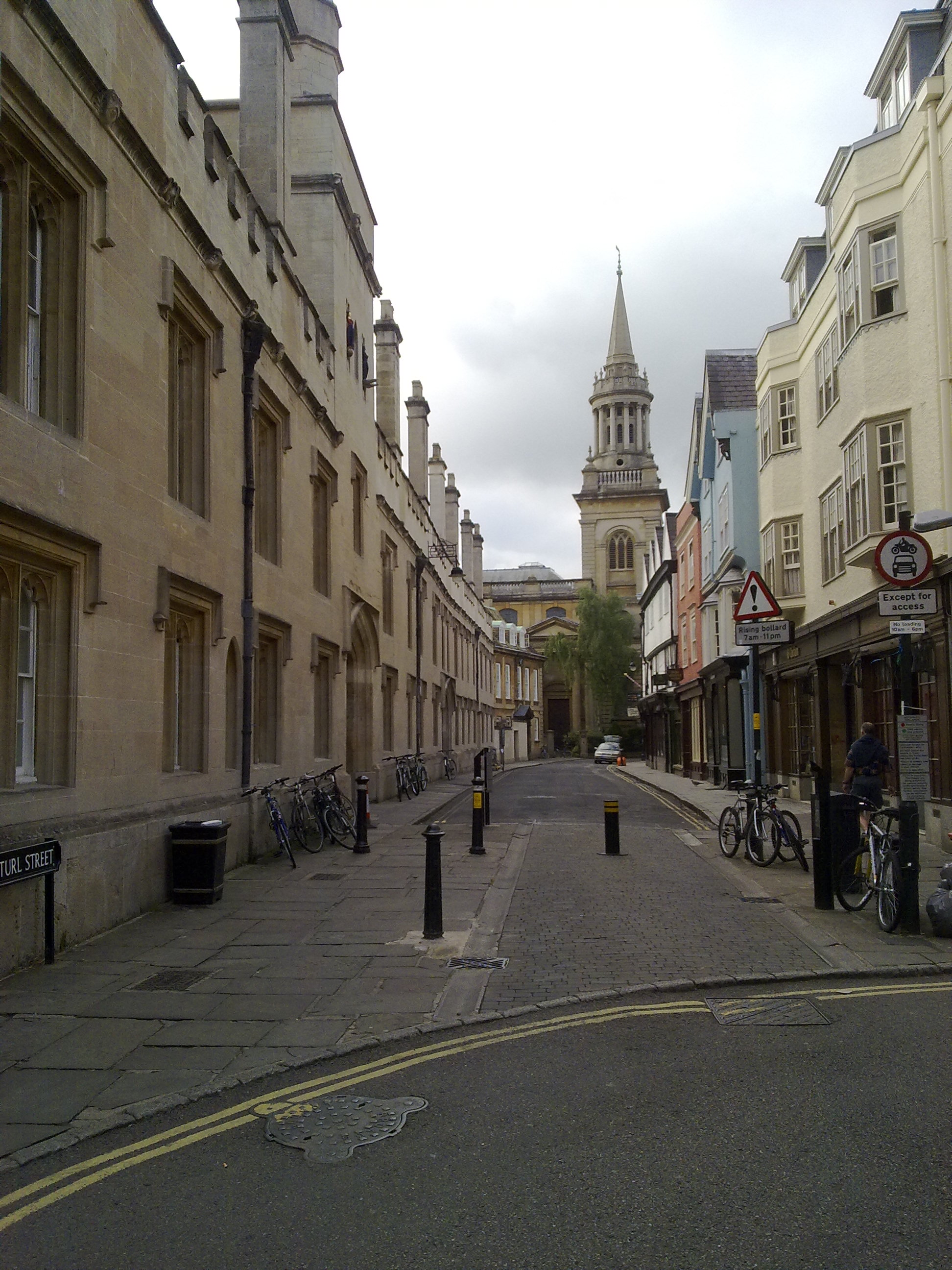
Todos los Santos desde Turl Street, mirando al sur.

## Otras lecturas
- Sherwood, Jennifer; Pevsner, Nikolaus (1974). The Buildings of England: Oxfordshire. Harmondsworth: Penguin Books. pp. 287–289. ISBN 0-14-071045-0.

- Datos: Q4729514
- Multimedia: All Saints' Church, Oxford / Q4729514